# Juan Manuel Florido Pellón
Juan Manuel Florido Pellón (Sevilla, 24 de enero de 1975) es un deportista español que compitió en remo.
Ganó una medalla de plata en el Campeonato Mundial de Remo de 2006, en la prueba de dos sin timonel ligero. Participó en los Juegos Olímpicos de Atlanta 1996, ocupando el decimocuarto lugar en la prueba de cuatro sin timonel ligero.

## Palmarés internacional
| Campeonato Mundial | Campeonato Mundial | Campeonato Mundial | Campeonato Mundial     |
| Año                | Lugar              | Medalla            | Prueba                 |
| ------------------ | ------------------ | ------------------ | ---------------------- |
| 2006               | Eton (Reino Unido) | Medalla de plata   | Dos sin timonel ligero |